# Elysion

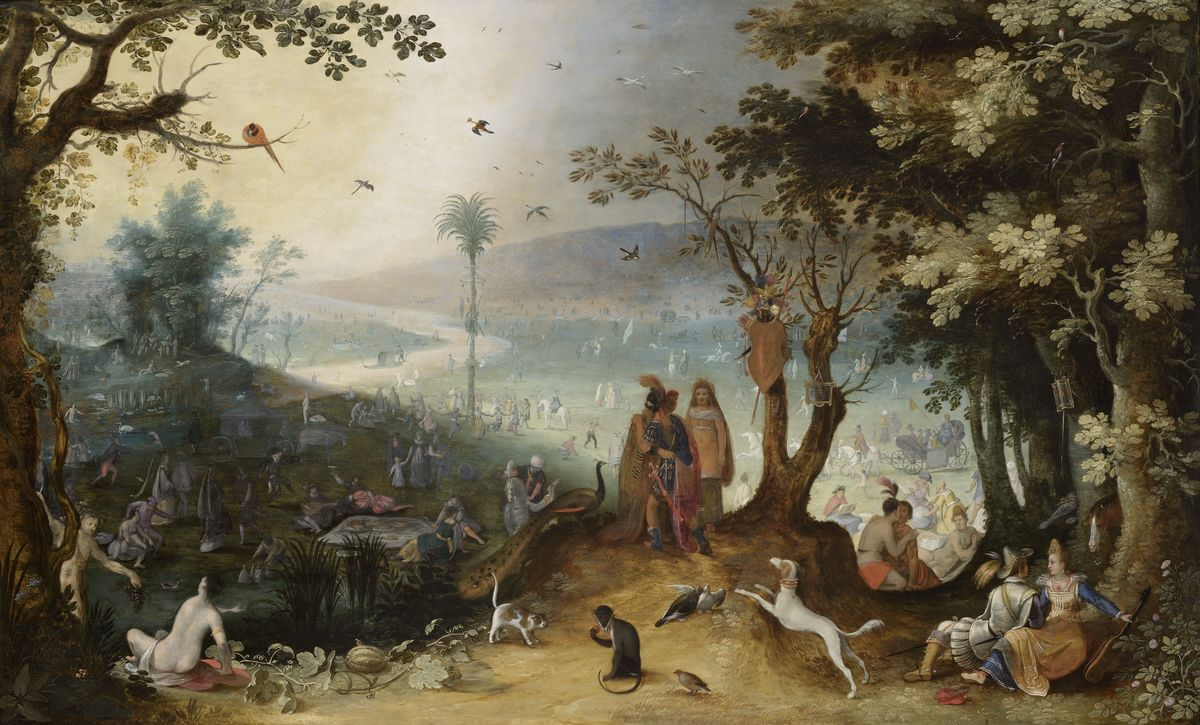
Elysion

Elysion (Oudgrieks: Ἠλύσιον, Êlýsion of Ἠλύσια [πεδία], Êlýsia [pedía]), in het Nederlands ook wel de Elysese velden genoemd, was de verblijfplaats van de gelukzaligen in de Griekse mythologie, een soort hemel. De voorstelling van de ouden omtrent het Elysion hebben door de toenemende geestesontwikkeling en de vermeerderde kennis van de aardrijkskunde natuurlijk grote wijzigingen ondergaan.

## Oorsprong
Een eerste stelling in verband met het ontstaan van de idee Elysion is dat het gaat om een overblijfsel uit de Minoïsche tijd, waarbij Minoïsche heersers door apotheose werden opgenomen in een overzees land. Voor een verderleven van een Minoïsch begrip in de werken van Homeros is echter geen enkel bewijs.
Een tweede theorie, die door Burkert is voorgesteld en bijval krijgt van andere geleerden, is de eerste om een etymologische verklaring te zoeken voor het woord. Hij zoekt de verklaring in de termen enelysios (getroffen door bliksem) en to enelysion (een plaats waar de bliksem heeft ingeslagen), die beiden zouden zijn afgeleid van eleusomai (ik zal gaan). De naam Êlýsion zou dan ontstaan zijn uit enêlysíôi (ἐνηλυσίῳ) dat men opsplitste in en Êlysíôi (ἐν Ἠλυσίῳ) en interpreteerde als "in het Elysion". Ook hij meent dat het om een Minoïsch idee gaat dat werd opgenomen in de Griekse godsdienst en brengt het ook in verband met apotheose door bliksem en vuur (bliksem wees dan ook op een direct contact met Zeus). Er is echter terecht op gewezen dat het niet geweten is wanneer de gedachte van apotheose door vuur ontstond en het dus onmogelijk is om te bepalen of het om een Minoïsche gedachte gaat. Men moet bovendien rekening houden met de associaties die de Grieken uit de klassieke periode maakten van het Elysion, die verschillend kon zijn van een hypothetisch Minoïsch concept dat zou hebben doorgeleefd tot in de klassieke periode.
Nog een ander voorstel, onder andere gedaan door Emily Vermeule, is dat het Griekse Elysion zou zijn afgeleid van de Egyptische term ialu (ouder iaru), dat "riet" betekent, met betrekking tot de "rietvelden" (Egyptisch: sekhet iaru / ialu), een paradijselijk land van overvloed waar de doden hoopten de eeuwigheid door te brengen.

## Homeros
Bij Homeros voorspelt de zeegod Proteus aan Menelaos, dat deze niet in zijn vaderland zal sterven, maar dat de goden hem zullen voeren naar de Elysische vlakte, gelegen aan de uiterste rand van de aarde, waar de blonde heros Rhadamanthys woonde en de mensen een rustig, zalig leven leidden, waar geen sneeuw was en geen regen maar de stromen van de Okeanos door zachte Zephyrs een voortdurende aangename koelte deden heersen.
Dit Elysion ligt dus niet in duistere oorden, maar in het heldere zonlicht, derhalve aan deze zijde van de Okeanos, niet aan die kant, waar zich de onderwereld bevindt. Of het een eiland is of niet, is uit de woorden van Homeros niet op te maken.

## Hesiodos en Pindaros

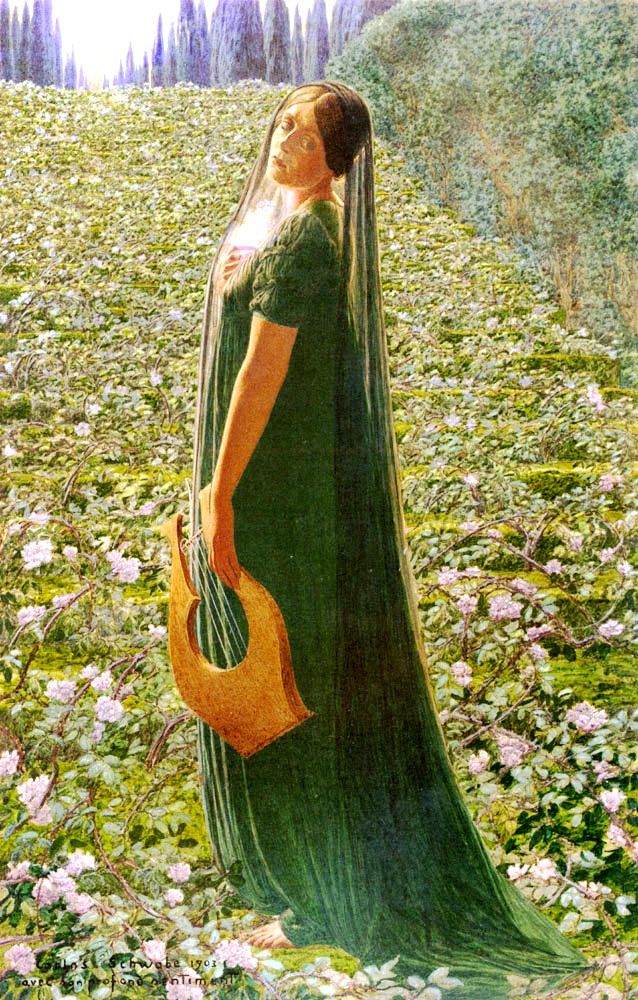
Elysese Velden door Carlos Schwabe in 1903

De dichter Hesiodos spreekt van de eilanden van de gelukzaligen, waar de heroën in vreugde leven en de aarde jaarlijks driemaal vruchten voortbrengt. Volgens de dichter Pindaros lag op de eilanden van de gelukzaligen (μακάρων νῆσοι / makárôn nêsoi) de burcht van Kronos, die daar regeert en er woont met de bevrijde Titanen en al de onsterfelijke heroën, wiens namen door de epische gedichten onsterfelijk waren gemaakt. Die eilanden liggen ver verwijderd van goden en mensen, er waait een koele luchtstroom, de bomen zijn beladen met bloemen, die schitteren als goud en de helden versieren zich daarmede, als zij luisteren naar de rechtvaardige uitspraken van Rhadamanthys, die Kronos zich tot raadsman heeft uitverkoren.
Rhadamanthys had een plaats in deze gelukkige oorden verkregen omdat hij de zoon was van Zeus en de broer van Minos. Evenals zijn broer werd hij als een wetgever en een bij uitnemendheid rechtvaardig man vereerd. Menelaos had zijne plaats in het Elysion daaraan te danken, dat hij, als de echtgenoot van Helena, de schoonzoon van Zeus was. Op die eilanden van de gelukzaligen waren ook Peleus, Kadmos en Achilleus, die er zijn plaats had bekomen, doordat zijn moeder Thetis Zeus had weten te bewegen, hem die gunst te verlenen. Niemand mocht overigens daar komen, die niet driemaal in de Hades en op aarde een proeftijd had doorleefd en zich van elke misdaad rein had gehouden.
Aan zulk een oord denkt Socrates ook, als hij tot zijn rechters zegt, dat hij zich verheugt te zullen overgaan in een leven, waarin hij alle grote dichters en denkers van de voortijd zal aantreffen en met hen in zijn gesprekken het onderzoek naar de eindoorzaken van alle dingen zal kunnen voortzetten.
Het spreekt vanzelf, dat omtrent de juiste ligging van dit Elysion en deze eilanden van de gelukzaligen de meest uiteenlopende en tegenstrijdige voorstellingen gekoesterd werden.

## Voetnoten
1. ↑  M.P. Nilsson, The Minoan-Mycenaean Religion and its Survival in Greek Religion, Lund, 19502, p. 625.
2. ↑  C. Sourvinou-Inwood, "Reading" Greek Death: To the End of the Classical Period, New York, 1995, p. 49.
3. ↑  W. Burkert, Elysion, in Glotta 39 (1961), pp. 208-213.
4. ↑  A. Heubeck, Etymologische Vermutungen zu Eleusis und Eileithyia, in Kadmos 11 (1972), pp. 87-95; S. West, ad 563ff., in A. Heubeck - S. West - J.B. Hainsworth, A commentary on Homer’s Odyssey, I, Oxford, 1988, p. 227.
5. ↑  C. Sourvinou-Inwood, "Reading" Greek Death: To the End of the Classical Period, New York, 1995, p. 51.
6. ↑  C. Sourvinou-Inwood, "Reading" Greek Death: To the End of the Classical Period, New York, 1995, p. 52.
7. ↑  E. Vermeule, Aspects of Death in Early Greek Art and Poetry, Berkeley, 1979.
8. ↑  Achilleus liet zich wel ontvallen: "Ik zou liever een slaaf onder de levenden zijn dan de koning van de doden."